# Wolfgang R. Kubizek
Wolfgang R. Kubizek (* 13. Januar 1959 in Wels; † 7. Juni 2008 in Wien) war ein österreichischer Komponist.

## Werdegang
Kubizek besuchte von 1975 bis 1976 das Musikgymnasium in Linz und dann bis 1980 das Musikgymnasium Wien. Er studierte in Wien und Linz. 1975 errang er den 1. Preis bei dem Wettbewerb „Jugend musiziert“ im Bereich der Komposition. Am 15. März 1996 wurde seine Kammeroper Monolog mit einem Schatten – eine Windoper im Mozartsaal des Konzerthauses in Wien uraufgeführt. Seine Sinfonie Die Engel von Los Angeles wurde am 30. April 1996 im großen Saal des Wiener Musikvereins zum ersten Mal gespielt. Wolfgang R. Kubizek starb im 50. Lebensjahr an Herzversagen. Er wurde am Wiener Zentralfriedhof bestattet. Das Grab ist bereits aufgelassen.
Anlässlich seines 60. Geburtstages Anfang 2019 organisierte sein Kollege Christoph Cech in Oberwart ein Konzert, das anhand der verschiedenen teilnehmenden Künstler die musikalische Vielfalt Kubizeks reflektieren sollte. Es wurde von Ö1 aufgezeichnet und an mehreren Terminen ausgestrahlt.

## Diskografie
- … und alle Toten starben friedlich… Oratorium in fünf Teilen für Soli, Chor und Orchester. Text: Vladimir Vertlib. 2CDs. Edition Mauthausen, 2007, ISBN 978-3-902605-02-3, ISBN 978-3-902605-03-0)
- Goldberg-Ensemble: Karl Maria/ Wolfgang R. Kubizek. CD. edition lex liszt 12, 1996.
- Rush... oder wer schenkt mir ein Orchester? CD. Extraplatte 113, 1990.
- Deine Farben – electric violin solo. LP. Extraplatte 73, 1988.